# Isabel Allende
Isabel Allende Llona (Lima / Peru, 1942. augusztus 2. –) chilei író és újságíró. Napjaink legismertebb spanyol nyelven alkotó írója; könyveit több mint 57 millió példányban, 35 nyelvre lefordítva adták el. Az egykori chilei elnök, Salvador Allende másodunokahúga.

## Életrajza
Édesapja Tomás Allende, Salvador Allende unokatestvére, chilei diplomata. Édesanyja Francisca Llona („Doña Panchita”). Isabel Allende Peruban született, ahol apja, akkor állomásozott. Néhány évvel később a szülők elváltak és anyja a három gyerekkel visszaköltözött Chilébe. Isabel 11 éves volt, amikor édesanyja ismét férjhez ment – a szintén utazó diplomata – Ramón Huidobrohoz („Tío Ramón”). Isabel sokszor velük utazott, dél-amerikai, európai és arab városok iskoláiban tanult. Először a bolíviai fővárosba, La Pazba költöztek, ahol Isabel egy amerikai magániskolába járt; 1956 és 1958 között Bejrútban (Libanon) éltek, majd visszatértek Santiago de Chilébe, ahol befejezte tanulmányait. Mindemellett szívesen elvolt nagyszülei santiagói házában is.
1962-ben feleségül ment Miguel Frías mérnökhöz; 1963-ban lányuk született, Paula. A család hol Brüsszelben, hol Genfben élt, majd 1966-ban hazatértek Chilébe, ahol megszületett fiuk, Nicolás.

## Munkássága
1959 és 1965 között az ENSZ élelmiszer és mezőgazdasági szervezete (FAO) santiagói részlegének dolgozott.
Időközben lelkes újságíró és aktív feminista vált belőle: más, a női egyenjogúságért harcoló nőkkel megalapította a „Paula” című magazint (1967), Chile első feminista lapját: a lap tanácsadó rovatát vezette, valamint a The Impertinence humor-rovat felelőse volt.
1973-ban kiadott egy gyerekeknek szóló magazint Mampato címmel és megjelentette a La abuela Panchita és a Lauchas y Lauchones című gyermektörténeteket, valamint „Civilice a su troglodita” címmel egy rövid humoros történetekből álló gyűjteményt.
1970 és 1975 között a chilei televízió 7-es és 13-as csatornájának is dolgozott: számos népszerű televízió műsort, mint például a Conversando con Isabel Allende (Beszélgetés Isabel Allendével), valamint interjúkat, híradót és vitaasztal-beszélgetést készített.
1972-ben debütált az El embajador című darabbal Santiagóban.
1973. szeptember 11-én meggyilkolták Salvador Allende elnököt; Augusto Pinochet Ugarte tábornok vezetésével az országban jobboldali katonai junta vette át a hatalmat, Isabel és családja száműzetésbe kényszerült: 1975-ben Venezuelába menekültek, ahol 13 évig maradtak. Ez idő alatt Caracasban az El Nacional című lapnak, majd 1979-től a Marroco College nevű iskolában dolgozott. Csak 1990-ben tért vissza Chilébe, hogy átvegye a Gabriela Mistral-díjat.
1981-ben elhunyt Santiagóban maradt 99 éves nagyapja, ami nagyon megrendítette őt. Elkezdett írni neki egy levelet, amiből végül a „La Casa de los Espiritus” (Kísértetház) című, rövid idő alatt világhírűvé vált regény kézirata lett. A könyv 1982-ben jelent meg a Plaza y Janés (Barcelona) kiadónál. A dán rendező, Bille August 1993-ban, a regény alapján filmet készített Jeremy Irons, Meryl Streep, Winona Ryder, Glenn Close és Antonio Banderas közreműködésével.
1984-ben kiadták a La gorda de porcelana című humoros történetekből álló könyvét (a sztorikat még 1974-ben írta) és a De amor y de sombra című regényét. 1987-ben megjelent az Eva Luna.
Műveit sok nyelvre lefordították, aminek kapcsán világszerte előadókörutakat tett. Egyik ilyen útján, Kaliforniában ismerkedett meg William Gordon ügyvéddel, akivel 1988. július 17-én házasságot kötöttek; San Rafaelben (Kalifornia) telepedtek le, ahol azóta is élnek. 2003-ban megkapta az USA-állampolgárságot.
1991-ben megjelent Spanyolországban a szintén nagy sikerű regénye, az El plan infinito. Sikereit sajnos tragédia árnyékolta be: lánya, Paula halálos beteg lett, kómába esett, majd 1992-ben a ritka porfíria betegségben elhunyt. Isabel hónapokat töltött a betegágyánál; Paula című regényében neki állított emléket.

## A feminista
„Egész életemben feminista voltam, feminista ügyekért harcoltam. Fiatalkoromban agresszívan tettem, akkoriban harcos voltam. Mostanra egyre inkább tisztában vagyok azzal, hogy az alapvető dolgokat nekünk, férfiaknak és nőknek együtt kell felfedeznünk és ez az, ami tényleg összehozhat bennünket. De nehogy félreértsék: feminista vagyok, és nagyon büszke vagyok erre.”

## Regényei
- 1982 – La casa de los espíritus – Kísértetház (Európa Könyvkiadó, 1989)
- 1984 – La gorda de porcelana
- 1984 – De amor y de sombra – Szerelem és árnyak (Fabula Könyvkiadó Kft., 1994)
- 1987 – Eva Luna
- 1989 – Cuentos de Eva Luna
- 1991 – El plan infínito
- 1994 – Paula – Paula (Fabula Könyvkiadó Kft., 1996)
- 1997 – Afrodita. Cuentos, recetas y otros afrodisiacos – Aphrodité. Mesék, ételreceptek és egyéb afrodiziákumok. Utazás az érzéki emlékezet tájain (Geopen Kiadó, 2006)
- 1998 – Hija de la fortuna – A szerencse lánya (Európa Könyvkiadó, 2001)
- 2000 – Retrato en sepia – Elmosódó önarckép (Európa Könyvkiadó, 2002)
- 2002 – La ciudad de las bestias – A vademberek nyomában (Európa Könyvkiadó, 2003)
- 2003 – Mi país inventado
- 2003 – El reino del dragón de oro
- 2004 – El bosque de los pigmeos
- 2005 – Zorro – Zorro (Geopen Kiadó, 2007)
- 2006 – Inés del alma mia – Lelkem, Inés
- 2007 – La suma de los días
- 2009 – La isla bajo el mar – Távoli sziget (Geopen Kiadó, 2012)[3]

## Magyarul
- Kísértetház. Regény; ford. Egry Katalin; Európa, Bp., 1989
- Szerelem és árnyak; ford. Dobos Éva; Fabula, Bp., 1994
- Paula; ford. Sarkadi Ilona; Fabula, Bp., 1996
- A szerencse lánya; ford. Pávai Patak Márta; Európa, Bp., 2001
- Elmosódó önarckép; ford. Latorre Ágnes; Európa, Bp., 2002
- A vademberek nyomában. Ifjúsági regény; ford. Latorre Ágnes; Európa, Bp., 2003
- Aphrodité. Mesék, ételreceptek és egyéb afrodiziákumok. Utazás az érzéki emlékezet tájain; ill. Robert Shekter, receptek Panchita Llona, ford. Székely Ervin; Geopen, Bp., 2006
- Zorro; ford. Cserháti Éva; Geopen–Kortárs, Bp., 2007
- Lelkem, Inés; ford. Dornbach Mária; Geopen, Bp., 2008
- Távoli sziget; ford. Dornbach Mária; Geopen, Bp., 2012
- Maya naplója; ford. Dornbach Mária; Geopen, Bp., 2016
- A japán szerető; ford. Dornbach Mária; Geopen, Bp., 2018
- Tengernek karcsú szirma; ford. Dornbach Mária; Geopen, Bp., 2020
- Violeta; ford. Dornbach Mária; Libri, Bp., 2023
- A szél tudja a nevem; ford. Dornbach Mária; Libri, Bp., 2024

## Idézet
„Bánom már a diétákat, a hiúságból elutasított ínycsiklandozó falatokat éppúgy, mint ahogy sajnálom nagyon azokat az alkalmakat a szeretkezésre, amelyeket függőben lévő ügyek vagy puritán erények miatt szalasztottam el. Az emlékezet kertjében barangolva azonban mind tisztábban látom, hogy emlékképeim az érzékeimhez kapcsolódnak…”